# Tel Za'ir
Tel Za'ir (hebrejsky: תל זעיר) je pahorek o nadmořské výšce cca - 260 metrů v severním Izraeli, v Bejtše'anském údolí.
Leží v jižní části zemědělsky intenzivně využívaného Bejtše'anského údolí, cca 9 kilometrů jihovýchodně od města Bejt Še'an a cca 2 kilometry severovýchodně od vesnice Tirat Cvi. Má podobu nevýrazného odlesněného návrší, které vystupuje nad západní břeh řeky Jordán. Jihozápadně a severně odtud se rozkládá rozsáhlý areál umělých vodních ploch.